# Sint-Pietersbandenkerk (Torhout)
De Sint-Pietersbandenkerk is een neoromaanse kerk gelegen in de Belgische stad Torhout.

## Geschiedenis
Nadat er in de 9e eeuw een Karolingische centraalkerk werd opgetrokken, werd door graaf Robrecht de Fries in 1073 een kapittel gesticht in Torhout. In de 11e-12e eeuw werd de centraalbouw vervangen door een driebeukige romaanse kruiskerk met een monumentale westtoren. De toren dateerde van de late 12e eeuw. De kerk werd door de godsdienstoorlogen van de 16e eeuw zwaar getroffen. Ze werd dan ook in 1624 op de romaanse toren na volledig herbouwd in gotische stijl. In 1695 werd de kerk geplunderd door Franse troepen. In 1774 werd de oude beiaard vervangen door een nieuwe. In 1782 kreeg het kerkinterieur een barokke stijl. In 1816 moest de kerk dicht wegens instortingsgevaar. De herstellingen vonden plaats tussen 1818-1823. Daarna werd de kerk nog uitgebreid met twee zijbeuken. Op het einde van de Eerste Wereldoorlog (15 oktober 1918) werd de toren door het Duitse leger gedynamiteerd. De toren werd in 1923 heropgebouwd. In 1940 brandde de kerk volledig uit nadat ze werd getroffen door Duitse brandbommen. De in 1923 gerenoveerde toren werd hersteld en de rest werd vervangen door een neoromaanse kerk. De bouwwerken werden in 1954 voltooid. Sindsdien is de neoromaanse kerk niet meer gewijzigd.
De relikwieën van het heilig kind Achaz liggen in deze kerk begraven.

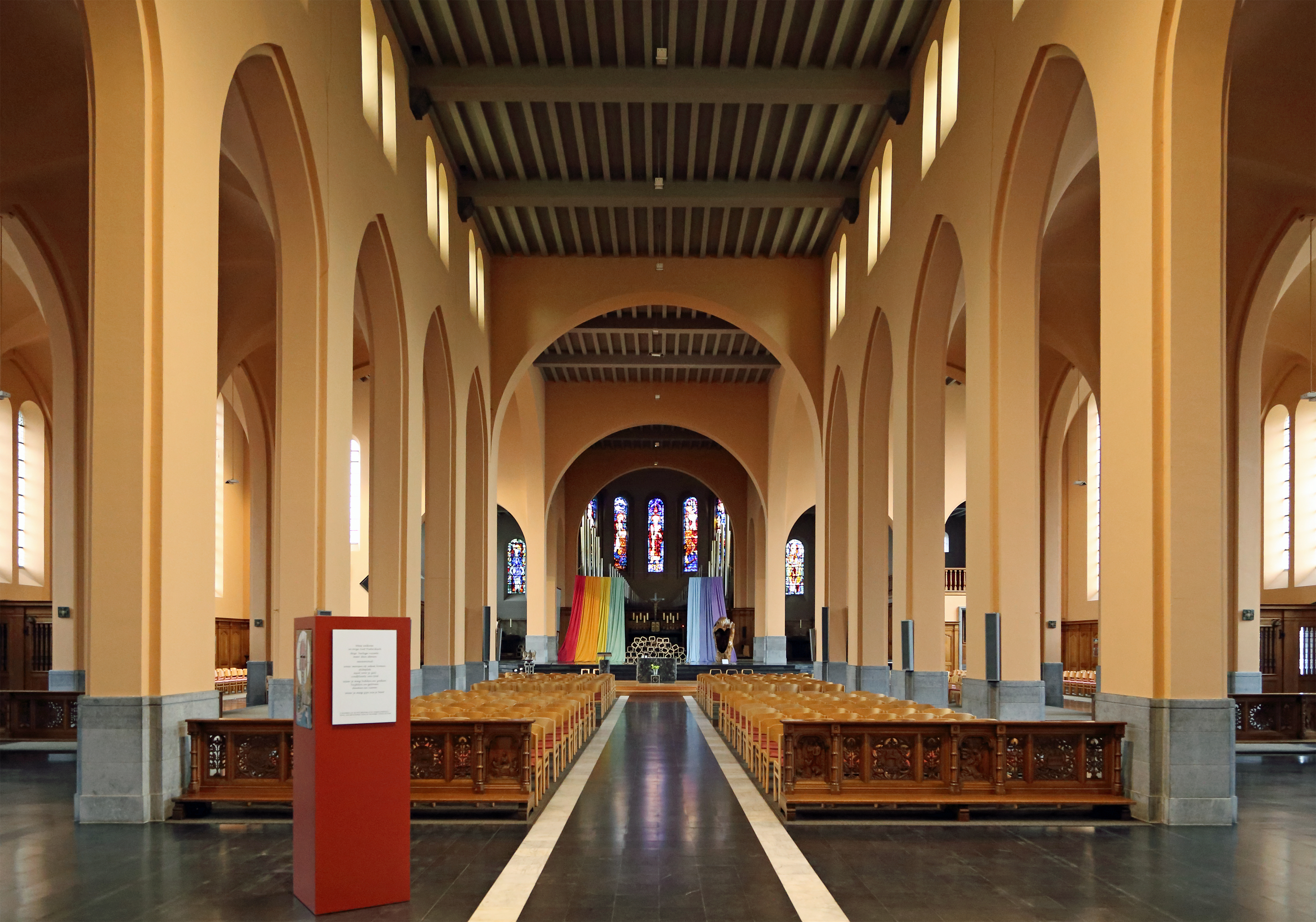
Interieur (2015)
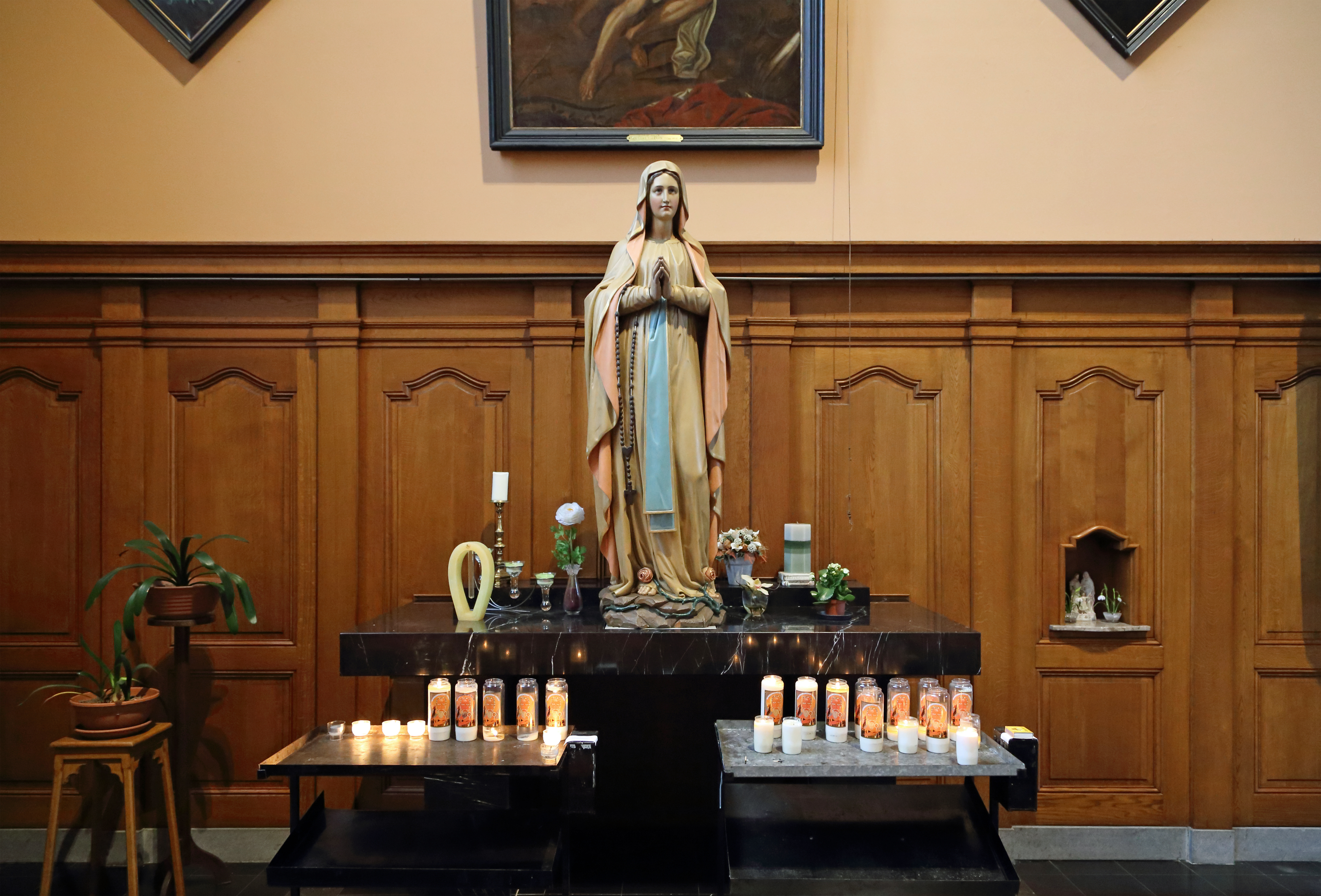
Mariabeeld
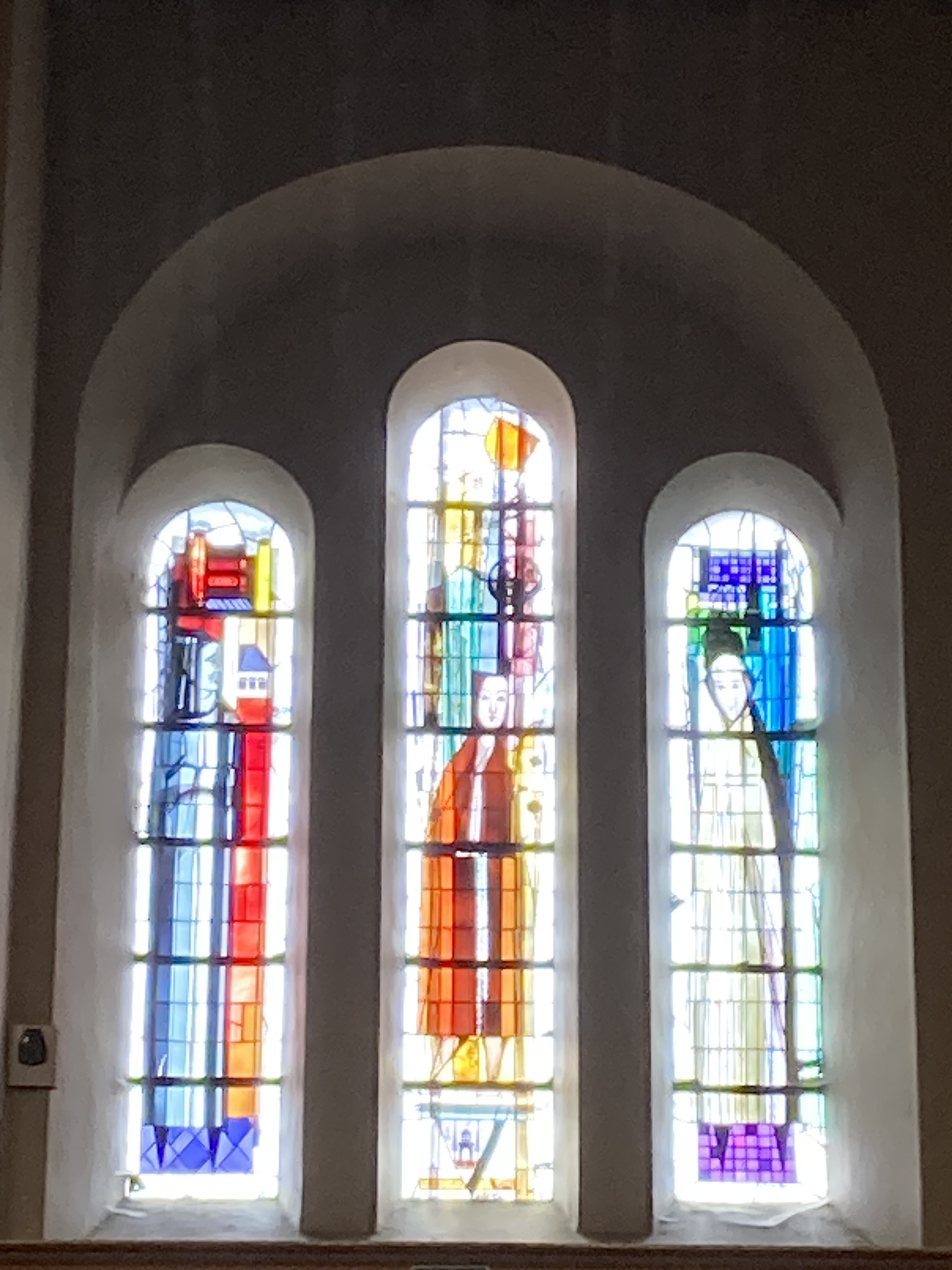
Glasramen met het heilig kind Achaz
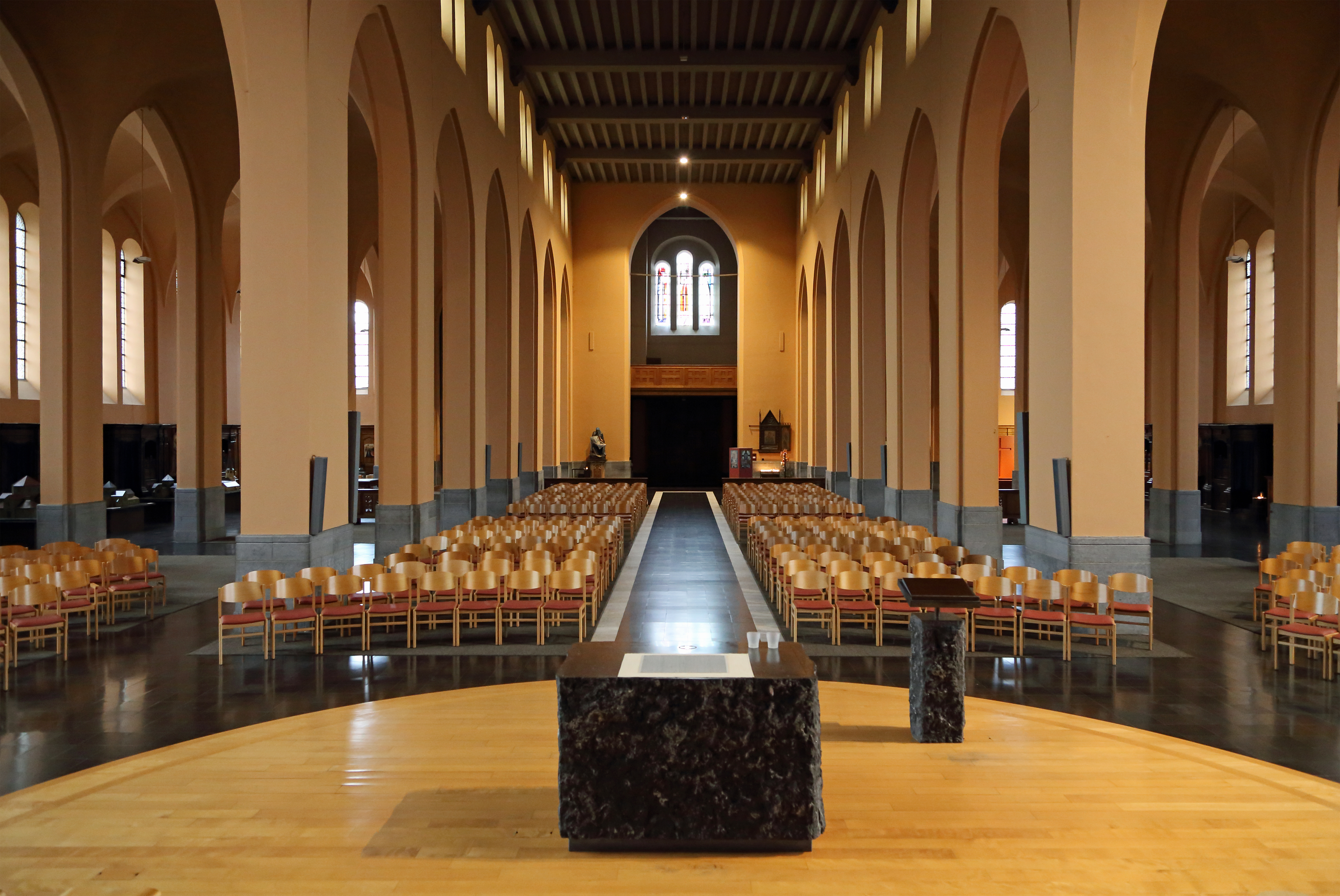
Interieur (2015)